# Шкицкий, Дмитрий Андреевич
Дмитрий Андреевич Шкицкий (1900 — 1983) — советский хозяйственный, государственный и политический деятель, Герой Социалистического Труда.

## Биография
Родился в 1900 году в крестьянской семье. Член ВКП(б).
С 1916 года — на хозяйственной, общественной и политической работе. В 1916—1960 гг. — крестьянин, в Красной Армии, вступил в образовавшийся колхоз имени Будённого, председатель колхоза имени Ленина Алтайского района Хакасской автономной области, агроном в совхозе «Советская Хакасия» Боградского района Хакасской автономной области.
Указом Президиума Верховного Совета СССР от 10 апреля 1948 года присвоено звание Героя Социалистического Труда с вручением ордена Ленина и золотой медали «Серп и Молот».
Избирался депутатом Верховного Совета СССР 3-го созыва.